# Radiomax
『radio max』（レディオマックス）は、2011年9月9日からFM滋賀で毎週金曜 15:00〜19:00に放送されているワイド番組である。

## 概要
通常はOh!Me大津テラスにあるサテライトスタジオ「スタジオ77」から4時間の公開生放送を行っている。

## パーソナリティ

### レギュラー
- 仙石幸一（せんごくこういち）　メインパーソナリティー

- ファミリーレストラン しもばやし　本名:下林朋央。

- ファミリーレストラン ハラダ　本名:原田良也。

- 鍵和田 昌子（かぎわだまさこ）　レポーター、愛称は「ギワちゃん」。18時台のコーナー「ちょこっとECOっと」で登場。

### 各週レギュラー(2021年4月～)
- 第1週目　柴崎なお　福岡県出身。TRUSTAR所属。パチスロ、競艇、お酒が好き。カープ女子。レギュラーコーナー『ハラシバ』。
- 第2週目　谷 京香　オフィスキイワード所属。アイドル・BL好きのサブカル女子（お嬢）。レギュラーコーナー『京香のお願いランキング』
- 第3週目　mio　 声優兼ラジオレポーター。FM滋賀では「Spice-e」のレポーターも務めていた。2016年8月25日に発売されたPlayStation 4「THE KING OF FIGHTERS XIV」シルヴィ・ポーラ・ポーラ役。レギュラーコーナー『mioアニメーション学院』
- 第4週目　イケワカ　本名：池和歌子。ファミリーレストランと同世代で独身。過去に深夜の通販番組を務めた経歴を持つ。レギュラーコーナー『イケイケ脳トレ』

- 第5週目　EON（アイドルユニット・大阪☆春夏秋冬の元メンバー）

## 現在放送中のコーナー

### ■ファミリーレストランのあなたと繋がりたいし～
滋賀住みます芸人として、滋賀県で数々の大使に任命されているファミリーレストランが、リスナーからの”自慢”を募り、見事紹介されたリスナーは、ハラダより、”ありがたいお言葉”の大使に命名・任命されるコーナー。同時に、番組オリジナルグッズ（サコッシュ）が貰える。
また、このコーナーに番組ゲストが出演する事もある。過去に太平サブロー、月亭八光なども出演。

### ■シン・ためしてみMAX
番組スタッフが考えてきたコーナーを“試す”コーナー。クイズやゲーム、音楽、試食などなど、内容は多岐にわたる。出演者から大好評の時もあれば、大不評の時も。しばしば大惨事になることも。

### ■大喜利
毎週、大喜利のテーマが番組で発表され、リスナーから回答を募集。回答が、仙石幸一、ファミリーレストランにハマると番組ステッカーが貰える。大喜利のテーマが、番組オープニングトークで決まる事も。

### ■夕刊ハラダスポーツ新聞
出演者が、それぞれ独自の視点でニュースを取り上げ、敏腕のハラダ編集長が、夕刊の一面の見出しを考えるコーナー。まとめにくい時は、ハラダ編集長本人もお手上げになる。

### ■各週レギュラー陣コーナー

#### 〇第1週目　ハラシバ
コーナー当初は、柴﨑なおの”熱かったこと”を紹介する「アツシバ」のコーナーだった。”スナックハラシバ”を営むナオママとスナックの常連ハラダロー先生のデュエットが披露される。デュエット曲は、流行の曲を、基本野球ネタの替え歌にされる。そこに居合わせる仙石・しもばやしは、うざ絡みするハラダローに対して超絶塩対応する。

#### 〇第2週目　京香のお願いランキング
BL好きな谷京香が、テーマに沿ったBL作品（3作品～5作品）を紹介するコーナー。普段あまり耳馴染みのない言葉や世界観に、仙石・ファミレスは圧倒される。毎回コーナー始まりに、谷京香から仙石・ファミレスに対して会話を振るも、なぜか谷京香は一切食いつくことはない。

#### 〇第3週目　mioアニメーション学院
声優としても活躍するmioによるコーナー。人気アニメの名シーンのセリフ読みを、仙石・ファミレスが実際にチャレンジしたりする。ここ最近では、ストーリーの脈絡からどんな名セリフかを当てるような流れにも。基本、みんなボケる。mioは怒る。

#### 〇第4週目　イケイケ脳トレ
同世代同士の仙石、ファミリーレストラン、池和歌子が、歌詞の虫食い問題にチャレンジ。楽曲は、80年代~90年台の曲が中心。青春時代に耳にしていた流行の曲をどこまで覚えているかにチャレンジ。けっこうな確率で答えられない。出演者からの曲名やアーティストのリクエストが多め。イケワカは、このコーナーで「最近のテンポが速い曲の歌詞を聴き取れない」と自身の老化を吐露している。

#### 〇第5週目　maxまるごとハウマッチ
5週目アシスタントEONの出演回に実施されるコーナー。amazonや楽天等のECサイトで販売されている、普段あまり関わりの少ない商品の価値を予測し、出演者が実際の値段を当てる。

### ■しものワード

#### 〇第1週目　しものわーどフィッシング
あるお題に対して、リスナーから雑学や小ネタ、うんちくネタを募集。寄せられたメールが、仙石池、ハラダ池、柴﨑池へと振り分けられ、釣り好きのしもばやしが大物を釣り上げるコーナー。大物の基準は、しもばやしにネタがハマるかハマらないか。またこのコーナには、ハラダ、コミック田中（スタッフ）、まろん（スタッフ）もリスナーと一緒に参戦。通常、この3人のネタは大物とされるが、基本、しもばやしにハマる事は少ない。
「シン・ためしてみMAX」の”干支にまつわるエトセトラ”からインスパイアされた。

#### 〇第2週目　続きが気になる小説
BL界の鬼才”たにがわ いたすのすけ先生”(谷京香)が、テーマを元に寄せられたリスナーからの作文を、次々とBLの世界観へと転換するコーナー。ここ最近は、ハードボイルド界の帝王”しもかた ともぞう”（しもばやし）も参戦し、ハードボイルドな世界観へと導くが、所々、”たにがわ いたすのすけ”作品に寄るとこがあり、賛否両論となっている。

#### 〇第3週目　奇跡を起こせ！ギャグギャグ超会議
リスナーから送られてきた言葉を、ファミリーレストラン しもばやしがギャグへと変身させるコーナー。しもばやし本人が予め用意しているワードがあり（リスナーは知らない）、そのワードとリスナーからの言葉を合体させてギャグを生む。たいていは、意味のわからないギャグになりがちなのだが、ごくたまに奇跡的にとんでもないギャグが生まれる事もあり、コーナータイトル冒頭に”奇跡を起こせ！”とついた経緯がある。

#### 〇第4週目　OKワード
テーマに沿って、出演者がトークを繰り広げるコーナー。予めNGワードとOKワードがリスナーからの募集メールで決められており、OKワードを踏むと、高級な食べ物が食べられる。NGワードを踏むと、悶絶級の苦いお茶を飲まされる。（以前は、ビリビリ）ただ、最近はトークというより、高級食品狙いでOKワードを当てにいく流れになっている。

#### 〇第5週目　タイムアタック
5週目アシスタントEONの出演回に実施されるコーナー。「ありそうでない、〇〇〇〇を10個」といったお題で、出演者全員で制限時間内でミッション達成できるかを挑戦する。達成できない時は、ビリビリの罰ゲーム。

### ■音楽クイズ！！ハラダに負けるな！全員集合
今話題のホットなアーティストの楽曲が、超倍速、イントロ、途中トロ、逆再生、マルチミックスなど様々な形の問題で出題されるコーナー。ハラダが先に答えがわかってしまうと、ヒントを言いながら邪魔をしてくる。マルチミックスの時は、地獄となる。ただ、ハラダがわからない事もしばしば。それでも喋る時があり、相方のしもばやしだけでなく、リスナーからも苦言がある。尚、このコーナーでは、正解・不正解問わずメールを送ると名前を読んでもらえる。

## 準レギュラー(卒業した者を含む)
- 池田 愛恵里 (いけだ あえり)　滋賀県出身。
- 関 明日香 (せき あすか)　オフィスキイワード所属。
- 大阪☆春夏秋冬　アイドルユニット。第5週がなかなか巡ってこないせいなのか、このグループだけ事前に発表された。
- 江村 海里（えむら みさと）　KCE（関西コレクションエンターテイメント）所属のモデル

- 海江田 麻貴（かいえだ まき） 関西コレクション2017にも出演した現役大学生モデル。

- みずき　本名:山下 みずき。「eラジムスメ」第1期メンバー。元気の良いが頭の悪いムードメーカー。番組当初から6年間「自称校ドル」「笑い声担当」としてパーソナリティーの一角を務めた。なぜか写真映りが極めて悪い。（原因は本人も分からない。）何かと追いつめられると番組中でも泣き出すメンタルの弱さが目立っていた。結婚することになったため、2017年3月31日をもって番組を卒業。
- span!(スパン)：「水本 健一」と「マコト」の2人組お笑いコンビ。ファミリーレストラン不在時の補欠要員。出演回数が少ないせいか、リスナーからはよくコンビ名を弄られる。
- 杉浦 なおや：愛称は「スーギー」「パイせん」。月曜日の「charge!」メインパーソナリティー。たまに遊びに来る。
- 竹村 美緒:「eラジムスメ」第2期メンバー。野球関係の仕事に就いていた経歴があり、ファミリーレストランと野球トークを繰り広げた。
- 野性爆弾 ロッシー：滋賀県在住の芸人、毎年正月の放送に帰省も兼ねてスタジオに遊びに来る。
- 大仁田 厚：プロレスラー、元国会議員。大津市での「有刺鉄線電流爆破マッチ」の宣伝のため来てくれたが、終始ハラダを襲っていた。
- 下林 なつこ：しもばやしの妻。仙石幸一のファン。誕生日企画にて音声メッセージや電話で数回出演。滋賀東南西北の第一期生。
- 仙石幸一の母：仙石幸一の実家である喫茶店のオーナー。誕生日企画の音声メッセージで出演。

## 年表
2011年9月9日　放送スタート
2013年10月11日 　FM滋賀特別賞を受賞
2016年9月2日　放送6年目に突入
2017年3月31日　 みずきが番組を卒業
2017年4月7日　番組公式のインスタグラム開設
　　　　　　　　アシスタントが週替わり体制になる
　　　　　　　　1週目：池 和歌子
　　　　　　　　2週目：江村海里　
　　　　　　　　3週目：mio　
　　　　　　　　4週目：海江田麻貴：
　　　　　　　　5週目　大阪☆春夏秋冬
2018年3月8日　江村海里が番組を卒業
2018年4月12日　関明日香が参加
2019年3月22日　海江田麻貴が番組を卒業
2019年4月5日　池田愛恵里が参加
2021年3月26日　池田愛恵里、関明日香が番組を卒業
2021年4月2日　柴崎なおが参加

2021年4月9日　谷京香が参加

## イベント
滋賀県内で様々なイベント・持ち出しOAを実施している。
- おでかけmax　（滋賀県の各地から公開生放送。この時はサテライトスタジオではなく、FM滋賀が所有する中継機材用バス【ラジオカー】「モビィ」からの放送なので、投稿先のメールアドレスが変化する。一部のリスナーからは「マジックミラー号」と呼ばれている。）
- maxゴルフ練習会　（ゴルフコンペが近くなると番組終了後に近くの打ちっぱなしゴルフ場で開催。）
- maxゴルフコンペ
- maxボウリング大会
- 大人の社会見学、パチばやしパチおのパーラー体験会　（「パチばやしパチお」こと、しもばやしがMCでリスナーにパチンコ・スロットを体験してもらうイベント。）
- ハラダロー先生のハラオケ大会　（参加者乱入型のカラオケ大会、2015年8月開催）
- ファミレスライブ vol.max (毎月、野洲文化ホールで開催しているファミリーレストランのお笑いライブとRadiomaxとのコラボイベントが一度だけ開催された。仙石とみずきがゲストで「あっちむいてホイ部」というコントに参加した他、ハラダロー先生のライブも開催された。）
- maxディナーショー(別名:max忘年会)　（12月に守山市にあるレストランを貸し切り開催。番組中に予約を開始すると、瞬く間に満席になってしまう超人気リスナーイベント。レストランのバイキングを食べながらのビンゴ大会やハラダロー先生のライブも開催される。）2016年は都合により非開催。